# Luca Rossetti

Luca Rossetti (né le 24 mars 1976) est un pilote de rallye italien.

## Biographie
Pilote officiel d'Abarth, Luca Rossetti court essentiellement en championnat d'Italie de 2003 à 2007, puis s'oriente franchement dans les championnats IRC et européen.
Son copilote principal est Matteo Chiarcossi, de 2005 à 2012.
Francesco Rossetti fut quant à lui le copilote de Fulvio Bacchelli, 1er vainqueur du Rallye de Nouvelle-Zélande WRC, en 1977 sur Fiat 131 Abarth. Il remporta également le Rallye Lyon-Charbonnières au côté de Maurizio Verini en 1975 sur Fiat 124 Abarth.

## Palmarès(au 31/12/2017)

### Titres
- Triple Champion d'Europe des rallyes (tous groupes confondus: seul pilote à ce jour), en 2008 sur Peugeot 207 S2000, 2010 sur Abarth Grande Punto S2000, et 2011 sur Abarth Grande Punto S2000 (copilote M.Chiarcossi);
- Coupe Internationale des rallyes, en 2017 sur Škoda Fabia R5 (copilote Eleonora Mori);
- Champion d'Italie des rallyes, en 2008 sur Peugeot 207 S2000 (copilote Matteo Chiarcossi);
- Champion de Turquie des rallyes,en 2012 sur Skoda Fabia S2000 (seul étranger à remporter cette compétition en 42 ans d'existence; copilote M.Chiarcossi);
- Champion d'Italie catégorie groupe N (2WD) en 2005 (copilotes M.Chiarcossi et Dario D'Esposito);
  - Vice-champion d'Italie des rallyes en 2007;
  - Vice-champion des rallyes Terre en 2009;
  - Vice-champion d'Italie catégorie Super 1600 en 2006.

### 4 victoires en championnat IRC (toutes sur Peugeot 207 S2000)
- 2007: rallye d'Ypres (Belgique)
- 2007: rallye Sanremo (Italie)
- 2008: rallye d'Istanbul (Turquie)
- 2008: rallye Vodafone (Portugal)

### 10 victoires en championnat d'Europe
- 2008: rallye d'Istanbul
- 2008: rallye d'Ypres
- 2010: rallye de Croatie
- 2010: rallye du Bosphore
- 2010: rallye du Valais
- 2011: Mille Miglia (2e au général)
- 2011: rallye de Croatie
- 2011: rallye de Bulgarie
- 2011: Rallye Vinho Madeira (3e au général)
- 2011: Rallye Antibes Côte d’Azur

### 5 victoires en coupe des rallyes internationale
- 2016 et 2017: Rallye del Taro
- 2017: Rallye Lirenas
- 2017: Rallye del Casentino
- 2017: Coppa Valtellina

### 10 victoires en championnat d'Italie
- 2007: rallye del Salento
- 2007: rallye Sanremo
- 2008: rallye Targa Florio
- 2008: rallye del Friuli Alpi Orientali
- 2009: rallye Targa Florio
- 2009: rallye San Remo
- 2009: trofeo ACI Como
- 2010: rallye Adriatico
- 2010: trofeo ACI Como
- 2011: rallye del Friuli e delle Alpi Orientali
  - 2e du rallye Mille Miglia en 2007, 2008 et 2010

### 4 victoires en championnat de Turquie (2012)
- Rallye KYK Eskişehir
- Rallye d'Istambul
- Rallye Hitit
- Rallye Oyak Renault Yeşil Bursa

### 1 victoire en championnat de France
- 2011: Rallye Antibes Côte d’Azur

### Autres victoires italiennes
- 2009 et 2016: Coppa Valtellina
- 2009: Ronde dei Vivai Pistoiesi
- 2012: Rallye Il Ciocchetto
- 2015: Rallye Franciacorta
- 2015: Rallye Mille Miglia
- 2015: Rallye Piancavallo
- 2017: Rallye Due Valli